# Israel turkey meningoencephalomyelitis virus
Israel turkey meningoencephalomyelitis virus (ITV)  è un arbovirus della famiglia Flaviviridae, genere Flavivirus, appartiene al IV gruppo dei virus, a (+)ssRNA.
Il virus ITV appartiene al gruppo di Ntaya virus costituito da otto specie del genere flavivirus; esso è strettamente sierologicamente correlato al Bagaza virus (BAGV).